# Nikoides boraboraensis
Nikoides boraboraensis is een garnalensoort uit de familie van de Processidae. De wetenschappelijke naam van de soort is voor het eerst geldig gepubliceerd in 2002 door Burukovsky.